# Annelise Hovmand
Annelise Hovmand (née le 17 septembre 1924 et morte le 28 décembre 2016) est un réalisatrice danoise. 

## Filmographie partielle
- 1957 : Ingen tid til kærtegn
- 1958 : Krudt og klunker
- 1960 : Frihedens pris
- 1961 : Gøngehøvdingen
- 1963 : Sekstet
- 1991 : Høfeber